# Potměšilý host
Potměšilý host je osmé studiové album Hany Hegerové nahrané v Mozarteum + Hrnčíře. Album vyšlo roku 1987. Je složené z 12 písní s hudbou Petra Hapky s texty Michala Horáčka.

## Seznam skladeb
1. Stín stíhá stín 04:10
2. Jinde 04:02
3. Levandulová (duet s Petrem Hapkou) 03:51
4. Gabriel 04:09
5. Všechno nejlepší 03:19
6. Vůně 02:42
7. Denim blue 04:02
8. Žít a nechat žít 04:26
9. Vana plná fialek 03:30
10. Kolotoč 03:24
11. Táta měl rád Máju Westovou 03:25
12. Potměšilý host 04:59

## Reedice
Album vyšlo v reedici v letech 1995, 2006 a 2020 u Supraphonu.